# Haapsalský záliv
Haapsalský záliv (estonsky Haapsalu laht) je záliv Baltského moře na západě Estonska. Má východozápadní směr, na jeho jižním břehu leží město Haapsalu, severní břeh je tvořen poloostrovem Noarootsi. Rozloha zálivu je asi 50 km².
Haapsalský záliv je velmi mělký: maximální hloubka je 5 metrů, průměrná 1,5–2 metry a vnitřní část moře je hluboké jen asi 1 metr. Vzhledem k tomu je voda bohatá na fytobentos; daří se zde zejména rdestíku hřebenitému (Potamogeton pectinatus), stolístku klasnatému (Myriophyllum spicatum) a zeleným řasám z oddělení parožnatky (Charophyta).